# Аустроугарска окупација Србије
Оружане снаге Аустроугарске окупирале су Србију крајем 1915. и окупација је трајала до краја Првог свјетског рата. Аустроугарска објава рата Србији 28. јула 1914. означила је почетак рата. Послије три неуспјешне аустроугарске офанзиве између августа и децембра 1914, комбинована аустроугарска и њемачка офанзива пробила је српски фронт са сјевера и запада у октобру 1915, док је Бугарска напала са истока. До јануара 1916, цијела Србија је била под окупацијом Централних сила.
Србија је подијељена на двије засебне окупационе зоне, једну бугарску и другу аустроугарску, обје под војном управом. Њемачка је одбила да непосредно анектира било који дио српске територије и умјесто тога је преузела контролу над жељезницом, рудницима и шумским и пољопривредним ресурсима у обје окупационе зоне. Аустроугарска окупациона зона обухватала је сјеверне три четвртине Србије. Њом је управљало Војно генерално гувернерство, управа коју је успоставила Аустроугарска војска са војним гувернером на челу, уз помоћ цивилног комесара. Циљ нове управе био је да се српско становништво денационализује и земља претвори у територију са које ће црпити храну и експлоатисати економске ресурсе.
Поред војног правног система који је забрањивао све политичке организације, забрањивао јавна окупљања и поставио школе под своју контролу, Аустроугарској војсци било је дозвољено да уведе ратно законодавство, спроводи узимање талаца, спаљује села у казненим рацијама и да на побуне одговара јавним вјешањима и погубљењима по кратком поступку. Током окупације, између 150.000 и 200.000 цивила депортовано је у намјенске логоре за интернацију и концентрационе логоре у Аустроугарској, међу којима се издвајају Маутхаузен у Аустрији, Добој у Босни и Херцеговини, Нађмеђер, Арад и Кечкемет у Угарској.
У септембру 1918, савезничке снаге, предвођене Другом српском армијом и добровољачком Југословенском дивизијом, пробиле су Солунски фронт, што је довело до предаје Бугарске 30. септембра, након чега је услиједило брзо напредовање и ослобођење Србије и повлачење свих преосталих аустроугарских трупа до краја октобра. До 1. новембра 1918. цијела предратна Србија је ослобођена, чиме је окупација окончана.

## Позадина
Студент Гаврило Принцип пуцао је из непосредне близине 28. јуна (15. јуна по јулијанском календару) 1914. и убио надвојводу Франца Фердинанда од Аустрије, претпостављеног насљедника аустроугарског пријестола и његову супругу војвоткињу Софију Хотек од Хохенберга док су се возили Сарајевом, главним градом Кондоминијума Босне и Херцеговине. Очување престижа Аустроугарске захтијевало је да казни Србију, коју је аустроугарско руководство сматрало одговорном за убиство. Аустроугарско војно руководство било је ријешено да уништи независну Србију, коју је сматрало пријетњом за будућност монархије с обзиром да су значајан удио њеног становништва чинили Јужни Словени.
Тачно мјесец дана након убиства Франца Фердинанда, 28. јула 1914, Аустроугарска је објавила рат Србији. Исте вечери, аустроугарска артиљерија гранатирала је српску пријестоницу Београд из пограничног града Земуна, чиме је заправо почео Први свјетски рат. Аустроугарским инвазионим снагама командовао је генерал артиљерије Оскар Поћорек, земаљски поглавар Босне и Херцеговине, који је био одговоран и за сигурност Франца Фердинанда и Софије Хотек у Сарајеву. Ујутру 12. августа 1914, аустроугарска Пета армије је прешла Дрину, чиме је почела прва инвазија на Србију.

### Казнена експедиција и прва окупација
Током прве инвазије на Србију, коју је аустроугарско руководство еуфемистички означило као казнена експедиција (њем. Strafexpedition), аустроугарске снаге су окупирале дијелове Србије на тринаест дана. Њихови ратни циљеви нису били само да елиминишу Србију као пријетњу, него и да је казне за подстицање јужнословенског иредентизма у Двојној монархији. Окупација се претворила у рат за истребљење, праћен покољима цивила и узимањем талаца. Аустроугарске трупе су починиле низ ратних злочина над српским становништвом, посебно на подручју Мачве, гдје се према америчком војном историчару Џерфрију Ваври Аустроугарска војска у таласу звјерстава иживљавала над цивилним становништвом. Током кратке окупације, између 3500 и 4000 српских цивила је убијено у погубљењима и насумичном насиљу пљачкашких трупа.
У бројним градовима на сјеверу Србије извршена су масовна убиства. У Шапцу 17. августа аустроугарске трупе су по наређењу фелдмаршала-лајтанта Касимира фон Литгендорфа стријељале и сахраниле у црквеној порти 120 становника — углавном жена, дјеце и стараца, који су претходно били закључани у цркви. Преостали становници су претучени на смрт, објешени, избодени, осакаћени или живи спаљени. Касније је у селу Лешница откривена јама у којој се налазило 109 мртвих сељака који су били „везани ужетом и опасани жицом”, били су стријељани и одмах закопани, неки чак још увијек живи. Вавро пише да су у Крупњу припадници 42. домобранске пјешадијске дивизије, искључиво хрватске формације познате као Вражја дивизија, пребили кундацима пушака групу стараца и дјечака, а затим објесили све који су још дисали.
Овакви напади су планирани на највишем нивоу, терен за ескалацију насиља идеолошки је припремљен вербалним радикализмом команданата, а 13. августа Поћорек је наредио свим јединицама спровођење одмазде вјешањем, узимањем талаца и паљевинама. Често су тијела остављана данима на вјешалима, дрвећу или уличним свјетиљкама као средство одвраћања и као доказ одлучности Аустроугарске војске да се обрачуна са осумњиченим Србима. Многа погубљења су фотографисали аустроугарски војници и официри; неке од слика су репродуковане као разгледнице и продаване преко званичних продајних мјеста Аустроугарске војске. Швајцарски криминолог и љекар Арчибалд Рајс извијестио је о злочинима које је починила Аустроугарска војска у извјештају који је представљен на Париској мировној конференцији 1919; Рајс је забиљежио да је број убијених цивила у окупираној Србији износио између 3000 и 4000, укључујући велики број жена и дјеце; у околини Шапца је избројао 1658 запаљених објеката. Према историчару Џејмсу Лајону, „хабзбуршке снаге су учествовале у оргији пљачке, силовања, убистава, масовног истребљења и других звјестава”. Рајс је упоредио аустроугарске злочине са силовањем Белгије.
Након што је нанијела велики пораз аустроугарским инвазионим „Балканским оружаним снагама” (њем. Balkanstreitkräfte) у бици на Церу 24. августа, Српска војска је ослободила Шабац и стигла на граничне обале ријеке Саве, чиме је окончана прва аустроугарска инвазија Србије и осигурана прва савезничка побједа у Првом свјетском рату.

#### Одбацивање инвазије и српска побједа
Аустроугари су 8. септембра покренули другу инвазију, двострани ноћни напад преко Дрине како би осигурали чврст мостобран. Овога пута ангажујући све своје снаге, добро опремљене хабзбуршке снаге надмашиле су Србе којима је недостајало муниције у омјеру 2:1. Суочена са жестоким отпором, Пета армија је потиснута назад у Босну, док је офанзива Шесте армије заустављена снажним српским контранападом. Главни брод аустроугарске Дунавске флотиле, СМС Темеш, који је гранатирао Београд првог дана рата, потопила је мина у Сави 23. октобра. Иако је претрпјела близу 30.000 жртава и инвазија је привремено заустављена, Аустроугарска војска је задржала упориште у Србији. Увјерен да је Србија близу пораза, Поћорек је наредио прегруписање и покренуо трећу офанзиву 5. новембра. Поћорек је искористио надмоћ Аустроугара у артиљерији, укључујући и минобацаче великог калибра, за заузимање Ваљева 15. новембра и уз подршку посматрачке групе Дунавске флотиле, као и ваздушно извиђање, Београда 30. новембра, присиљавајући Српску војску на повлачење.
Освојена територија је подијељена на пет окружних команди (њем. Etappenbezirkskommando). Аустроугарског фелдмаршала хрватског поријекла Стјепана Саркотића, команданта 42. домобранске пјешадијске дивизије током прве инвазије, цар и краљ Франц Јозеф именовао је за генералног гувернера Србије 24. новембра 1914. године. Под Саркотићевом управом основано је више концентрационих логора у које је интернирано више хиљада Срба, а само у Шапцу депортовано је између 1500 и 2000 цивила у логоре за интернирање у Угарској. Према историчару Бастијану Матеу Сијани, аустроугарска звјерства су имала плански истребљивачки карактер.
Почетком децембра, Српска војска је кренула у континуирани контранапад, односећи одлучујућу побједу над Аустроугарима у Колубарској бици и поновним заузимањем Београда дан након успостављања Саркотићеве војне владе. До 15. децембра, Српска војска је заузела Земун, прелазећи границу у потјери за Аустроугарима. Пораз од Србије, мале балканске сељачке краљевине, ранио је понос аустроугарског војног и цивилног руководства. Пријављено је да је један аустроугарски официр рекао да ће Поћорек бити стријељан ако се појави међу својим трупама. Поћорек је 22. децембра разријешен команде, а замијенио га је надвојвода Еуген од Аустрије. Иако Аустроугарска није успјела да побиједи Србију, Српска војска је исцрпила своје војне могућности, изгубивши у борби 100.000 људи, а била је принуђена да се носи са епидемијом тифоида, која је додатно десетковала војску и цивиле.
Њемачки званичници су позивали своје аустроугарске колеге да покрену још једну офанзиву на Србију, упркос чињеници да су Аустроугари били ангажовани на истоку у скупом фронту против Русије. Аустроугарско руководство не би размишљало о поновној инвазији на Србију скоро годину дана, када је бугарско учешће у инвазији било загарантовано.

### Освајање Србије
Њемачка и Бугарска су 6. септембра 1915. склопиле тајни војни савез. Њемачки званичници су обећали Бугарској цијелу Вардарску Македонију, дијелове сјевероисточне Србије, као и нови зајам од 200 милиона златних франака у замјену за учешће Бугарске у предстојећој инвазији на Србију. Споразум је потписан у њемачког граду Плеси.
Аустроугарска и Њемачка су 5. октобра 1915. започеле заједничку инвазију на Србију. Офанзива је означила четврти покушај Аустроугарске да освоји Србију, овог пута предводио је њемачки генералфелдмаршал Аугуст фон Макензен. Тог дана почело је артиљеријско бомбардовање, неколико дана касније три њемачка и три аустроугарска армијска корпуса прешла су Саву, нападајући са сјевера у саставу групе армија „Макензен”. Док се највећи дио српских снага супротставио комбинованим освајачима на сјеверу, двије бугарске армије су 14. октобра извршиле инвазију на јужну Србију са истока, напредујући према Нишу и Скопљу. Бугарска офанзива је пресјекла линије комуникација Српске војске на југу, као и пут за повлачење према помоћним снагама француског генерала Мориса Сараја, које су напредовале ка сјеверу долином Вардара од нове савезничке базе у Солуну. Упркос споразуму о узајамној помоћи са Србијом против бугарског напада, грчки краљ Константин одбио је да дозволи грчкој војсци да уђе у рат како би помогла Србији или да дозволи савезницима да користе грчке жељезнице ради мобилизација.
Централне силе су уживале огромну надмоћ у бројевима и опреми, нарочито у артиљерији, дуж фронта од скоро 1000 километара. Србија и Црна Гора једва су скупиле упола мањи број војника од Централних сила. У року од шест седмица Аустроугарска, Бугарска и Њемачка успјеле су да освоје Србију.
Док су стратешки циљеви постављени прије офанзиве остварени, Централне силе су биле лишене одлучујуће побједе зимским повлачењем Српске војске преко планина Црне Горе и Албаније ка јадранској обали. На крају, на грчко острво Крф евакуисано је око 140.000 српских војника и стотина хиљада цивила, међу којима цијела српска влада, као и српска краљевска породица. Српска војска се повукла у Грчку, гдје је реорганизована и пренамијењена за борбу против бугарских и њемачких трупа на Солунском фронту. Крајем 1915. Србија је подијељена између Аустроугарске и Бугарске, при чему су обје земље успоставиле војну управу на територијама које су окупирале.

## Администрација и гувернерство
Убрзо након повлачења Српске војске, земља је подијељена на три зоне. Аустроугарска окупациона зона се простирала од региона западно од долине Мораве до Македоније и обухватала је Београд. Бугарска је добила цијелу Вардарску Македонију, као и области источно од Мораве, јужну Србију између Косова и Дунава. Њемачка зона контроле успостављена је у области источно од Велике Мораве, Јужне Мораве на Косову и долине Вардара. Нијемци су преузели контролу над свим жељезничким рутама, рудницима, шумама и пољопривредним ресурсима у Србији.
Аустроугарска врховна команда (њем. Armeeoberkommando; AOK) наредила је 1. јануара 1916. формирање Војног генералног гувернерства у Србији (њем. Militärgeneralgouvernement in Serbien; MGG/S), са Београдом као административним сједиштем. Аустроугарска окупациона зона подијељена је на тринаест приближно једнаких покрајина (њем. Kreise), које су потом подијељене на шездесет и четири округа (њем. Brezirke), са градом Београдом као засебним округом. Окупациона управа је била подређена Врховној команди под генералом Францом Конрадом фон Хецендорфом, а касније под генералоберстом Артуром Арцом фон Штраусенбургом. На челу Војног гувернерства био је генерални гувернер са чином команданта корпуса.
Први генерални гувернер био је Јофан фон Салис-Севис, хрватског поријекла са искуством у борби против побуњеника у Македонији, а био је командант 42. домобранске пјешадијске дивизије послије Саркотића. Салис-Севиса је на ту дужност именовао цар и краљ Франц Јозеф крајем 1915, а званично је ступио на дужност 1. јануара 1916. године. Историчар и стручњак за Балкан Лајош Талоци именован је за цивилног комесара Војног генералног гувернерства, као и за замијеника Салис-Севиса. Талоци је стигао у Београд 17. јануара 1916. године.
Са Аустријанцима који су били задужени за војску, цивилну управу су углавном чинили Мађари и Хрвати. Основана су четири управна одјељења: војно, економско, судско и политичко, при чему је ово друго, које је имало своје обавјештајне и полицијске снаге, било под бившим официром Вражје дивизије и будућим усташким челником мајором Славком Кватерником. Војна обавјештајна служба (њем. Nachrichtenabteilung) за окупациону зону повјерена је Хрвату Луји Шафранек-Кавићу, пошто се Аустроугарска војска ослањала на јужнословенске официре и на босанске муслимане због познавања језика.
У децембру 1916. Талоци је погинуо у жељезничкој несрећи, на повратку из Беча за Београд. У јануару 1917. на његово мјесто долази Теодор Кушевић, високи званичник из Босне и Херцеговине. Функција је добила већи значај са новим областима одговорности, укључујући трговину, полицију, религију, образовање, правосуђе и финансије.

## Систем окупације

### Владавина закона
Прва мјера окупатора била је успостављање новог правног система за обезбјеђење реда, спречавање герилског отпора и експлоатацију ресурса земље. Контрола Војног генералног гувернерства над становништвом је остварена у складу са „Директивама за политичку управе у областима Војног генералног гувернерства у Србији” (њем. Direktiven für die politische Verwaltung im Bereiche des Militärgeneralgouvernements in Serbien) и „Општим начелима за Царску и краљевску војну управу на окупираним територијама Србије” (њем. Allgemeine Grundzüge für die K.u.K Militärverwaltung in den beset-zen Gebieten Serbiens). Војно генерално гувернерство је намјеравало да занемари приговоре Мађара и интегрише Србију као дио монархије, али као област која ће деценијама након завршетка рата остати под непосредном војном влашћу и гдје би било забрањено политичко учешће, како би се спријечила појава нове српске државе.

### Окупационе снаге
Војно генерално гувернерство је чувао стални аустроугарски гарнизон који се у августу 1916. састојао од 35 батаљона, пука ландштурма, шест чета патролних трупа, дванаест јединица жељезничке страже, четири и по ескадриле, пет артиљеријских батерија и двије противваздушне батерије, укупно 70.000 људи, од којих је 50.000 резервисано за војне операције. У варошима и селима дванаест округа постављено је 5000 жандарма у групама од 20 до 30 људи. По потреби, патролне чете су служиле и као покретна борбена резерва.
Да би помогло полицији у праћењу цивила и герилаца, аустроугарско руководство одлучило је да регрутује националне мањине које су позитивно настројене према Двојној монархији. Уз Талоцијево охрабрење, аустроугарске власти су дозволиле Албанцима да се добровољно пријаве за службу у Оружаним снагама Аустроугарске. Угледни Албанци у градовима као што су Нови Пазар и Косовска Митровица су се изјаснили и понудили да регрутују добровољце за окупационе власти. Према биљешкама пуковника Хуга Керхнавеа, Муслимани у Санџаку и Албанци на Косову „понашали су се веома лојално и пружали подршку” Монархији, а додаје и да су „наши интереси ишли упоредо са интересима Муслимана”.
Талоци је основао специјалну комисију за организовање регрутације, уз помоћ бивших османских официра и вођа Босанских милиција. Преко 8000 добровољаца је регрутовано на овај начин, упркос чињеници да је регрутација представљала кршење уговора о Хашкој конвенцији коју је Аустроугарска потписала, која је забрањивала употребу окупираног становништва у ратним напорима једне земље. У марту 1917. образован је домаћи батаљон, који су подржали босански жандари, а предводили су га бивши османски официри.
У завршеној етапи освајања Србије, Аустроугарска војска се ослањала на паравојске сачињене од припадника албанских племена са Косова и сјеверне Албаније као нерегуларних трупа, организоване рано на окупираним територијама албанске јуришне јединице да помогну аустроугарским патролама у проналажењу српских герилаца. Ове групе за борбу против побуњеника биле су засноване на Штрајфкорпсу (њем. Streifkorps), паравојним групама сачињеним од муслиманских добровољаца са искуством у борби против српских герилаца и опресивним тактикама. У сваком округу аустроугарске окупационе зоне основане су окружне јединице за потјеру, које су се састојале од по 40 људи предвођених једним официром. Бугарске окупационе власти су користиле и албанске жандарме и нерегуларне трупе у оквиру својих окупационих зона.

## Сукоби унутар Централних сила

### Анексија
Подјела власти у Србији брзо је довела до сукоба између цивилне и војне власти, као и између аустријских и угарских окупационих службеника. Изасланик угарског Министарства иностраних послова у Србији Лајош Сечењи тврдио је да би политика Салис-Севиса довела до анексије Србије Двојној монархији, чему се Талоци, слиједећи директиве угарског премијера Иштавана Тисе, оштро противио.
Средином фебруара 1916. Талоци се жалио Тиси на број Словена на положајима власти, пишући „гувернер је Хрват, начелник генералштаба је Чех, замјеник гувернера је са бивше војне границе, а нови генералштабни официр Славко Кватерник је зет хрватског индепендисте Јосипа Франка.”
Генерал Конрад је војну управу у Србији видио као прелиминарну за њену анексију, заједно са Црном Гором и Албанијом, у будућу јужнословенску заједницу под хрватским руководством. Конрад је бринуо да ће Монархија изгубити статус велике силе ако не анектира Србију. Заједнички министар иностраних послова Стефан Буријан подржао је анексију Србије, али само ако би она била додијељена Угарској.
Тиса је одбио да размотри анексију Србије, јер би то довело до значајног повећања словенског становништва у Аустроугарској и значајног смањења удјела Мађара у Двојној монархији. Умјесто тога, захтијевао је да сјеверну Србију колонизују мађарски и њемачки земљорадници. Након обиласка три сјеверозападна округа Србије заједно са Салис-Севисом и генералом Конрадом, Тиса је напоре Аустроугарске војске на окупираној територији схватио као увод у анексију.
Тиса је поднио жалбу Буријану тражећи темељну реорганизацију Војног гувернерства, смјену Салис-Севиса, чију је администрацију описао као „србофилску и економски неспособну”, тражећи осуду оних који траже да се Србија анектира. Буријан је тужбу однио непосредно цару и краљу Францу Јосифу. Владар је 6. јула 1916. одредио да Салис-Севиса и његовог начелника штаба пуковника Гелинека замијене његов бивши командант корпуса генерал Адолф Фрајхер фон Ремен и пуковник Хуго Керхаве, од 26. јула 1916. године. Ремен је остао на дужности до краја рата.

### Аустроугарско-бугарска конфронтација
Тензије између Бугарске и Двојне монархије почеле су након што је Бугарска проширила своју окупациону зону на западно Косово, на уштрб аустроугарске стране уговорене границе, до Елбасана у Албанији, регион који је Аустроугарска смарала окупираном пријатељском државом и од „изузетног значаја” за Двојну монархију. Сам Њемачки цар Вилхелм је више пута говорио бугарском краљу Фердинанду да Њемачка подржава „независност Албаније под аустријском државом”. Буријан је такође подсјетио Фердинанда да је на „западу уговорене границе почињала аустроугарска сфера интереса”.
Према условима тајног савеза Бугарске и Њемачке, већи дио Косова, укључујући области Приштине, Призрена, Гњилана, Урошевца и Ораховца, требало је да потпадне под бугарску власт као дио Македонске војно-инспекционе области. Остатак Косова, укључујући Косовску Митровицу, Вучитрн и Ђаковицу, био је дио аустроугарске Војног генералног гувернерства у Србији. Метохија је требала да буде укључена у аустријску окупациону зону у Црној Гори.
Бугари су тврдили да имају право да успоставе цивилну управу на било којој територији коју освоје, укључујући и изван уговорне границе. Конрад је, сумњајући да Бугарска гаји амбиције ка припајању цјелокупног региона, послао трупе да протјерају бугарске цивилне чиновнике. Долазак аустроугарских трупа у области у којима су се већ налазили гарнизони бугарских трупа, резултирао је војном конфронтацијом. Бугарски војни командат Рачо Петров поставио је 27. марта ултиматум Аустроугарима да одмах напусте Качаник, што је довело до војног сукоба.
Конрад је упозорио бугарску врховну команду да ће сукоб са његовим трупама бити неизбјежан уколико се мјесни бугарски команданти не буду уздржали од мијешања у аустроугарску администрацију. Аустроугари су 15. марта издали наређење да обезбиједе Нови Пазар и спремали се да својом гувернерству придруже Косовску Митровицу. Њемачки начелник генералштаба генерал Ерих фон Фалкенхајн наредио је Макензену да посредује између двије стране. Макензен је лично посјетио Софију како би се састао са Фердинандом и премијером Василом Радославовим. Предложени њемачки компромис је прихваћен и потписан је споразум о линији разграничења између аустроугарске и бугарске врховне команде 1. априла 1916. године.
Бугари су се повукли на исток, задржавајући околину Призрена и Приштине, али напуштајући Албанију и западно Косово. Споразум је Бугарској дао административна права над подручјима Србије која нису била у првобитном споразуму. Заузврат, Бугарска је дозволила Њемачкој приступ долинама источно од Велике Мораве, Јужној Морави на Косову, као и долини Вардара, чиме се Македонија и Косово практично претварају у зоне њемачке економске експлоатације.

## Живот под окупацијом

### Денационализација и деполитизација
Српску националну свијет су окупационе власти сматрале егзистенцијалном пријетњом Аустроугарској. Тако је политика Војног гувернерства била усмјерена на деполитизацију и денационализацију српског становништва. Забрањена су јавна окупљања и политичке странке, ћирилично писмо је означено као „опасно по државу” (њем. staatsgefährlich) и забрањена је употреба у школама и јавном простору, преименоване су улице које су именоване по људима за које се сматрало да су значајни за српски национални идентитет, забрањено је ношење традиционалне српске ношње, а грегоријански календар је замијенио јулијански. Поред тога, сви српски ученици су морали да се образују на њемачком језику, по аустријским академским стандардима и преко наставника доведених из Аустрије.
Значајне културне институције као што су Српска краљевска академија, Народни музеј и Народна библиотека су затворене и опљачкане из њихових историјских артефаката и умјетничких збирки. Београдски универзитет је угашен, као и разне издавачке куће и књижаре. Забрањени су школски уџбеници и књиге на француском, енглеском, руском и италијанском. Политичко изражавање је било озбиљно ограничено забраном издавања новина, осим званичног пропагандног листа Војног генералног гувернерства Београдске новине (њем. Belgrader Nachrichten), који је садржавао писма и фотографије које су наводне показале како добро живе они који су остали у окупираној Србији. Таква пропаганда имала је за циљ да убиједи српске војнике који би дошли до Београдских новина да дезертирају.

### Репресија
И Аустроугарска и Бугарска су 1916. објавила да Србија престаје да постоји као политички ентитет и да се њени становници према томе не могу позивати на међународна правила ратовања која налажу да се према цивилима поступа према правилима дефинисаним Женевским конвенцијама и Хашким конвенцијама.
Окупационе власти су спровеле бројна погубљења по кратком поступку уз мало или без икаквог правног поступка. Након што их војни суд прогласи кривим, жртве су обично стријељање или вјешане. Војно стање, као што је војни о самоодбрани (њем. Kriegsnotwehrrecht), коришћено је за сузбијање неслагање, а против цивила су предузимане озбиљне превентивне мјере.
Окупационе власти су биле обузете страхом од масовне регрутације и од наоружаног народа. Аустроугарска војске је због тога користила узимање талаца из редова обичног становништва и паљење села у казненим експедицијама као средство за гушење отпора. Ове мјере, као и погубљење по кратком поступку, биле су дозвољено према чланку 61. Dienstreglement (ц. и кр. војни прописи). Разоружавање становништва вршено је на начин да су сеоске старјешине биле одговорне за предају одређене квоте оружја, за коју се претпостављало да становништво посједује од прије почетка рата. Казна за посједовање оружје била је смрт вјешањем. Војни судови су такође судили цивилима за новодефинисана кривична дјела, укључујући злочин увреде суверена.
Цивили осумњичени за учествовање у активностима отпора подвргнути су најоштријим мјерама, укључујући вјешање и стријељање. Била би уништена и кућа породице окривљеног. Жртве су обично вјешане на главним трговима градова и у центру села, пред обичним становништвом. Беживотна тијела остављена су да висе на омчи неколико дана, како би се јасно показа третман који очекује „шпијуне” и „издајнике”.

### Депортација и принудни рад
Војно генерално гувернерство, као и Врховна команда у Бечу, разматрали су слање цивилних затвореника у логоре за интернирање као превентивну мјеру за обесхрабривање побуњеничких активности. Током окупације, између 150.000 и 200.000 мушкараца, жена и дјеце је депортовано у разне логоре у Аустроугарској, а процијењено је да је тај број чини више од 10% српског становништва.
Пошто Србија није имала свој Црвени крст, српски затвореници нису имали приступ помоћи коју је Црвени крст пружао другим савезничким затвореницима. Штавише, аустроугарско Министарство рата српске заробљенике није сматрало „непријатељским странцима”, него „унутрашњим непријатељима”. Дефинишући их као „терористе” или „побуњенике”, аустроугарске власти нису биле обавезне да друштвима Црвеног крста саопште број затвореника којесу држали и у којим логорима су држани.
У окупираној Србији догодила су се четири значајна таласа депортације. Први се догодио на самом почетку окупације, када је Салис-Севис окупио 70.000 „дисидената”, углавном војно способних мушкараца, бивших војника, политички активних појединаца, као и припадника политичке и културне елите који су остали у земљи послије повлачења на Крф. Универзитетски професори, наставници и свештеници, посебно они који су учествовали у политичким, културним или чак спортским удружењима, хапшени су и слани у логоре за интернирање.
Друга и највећа депортација догодила се након ступања Румуније у рат, на страни савезника, 27. августа 1916. године. Од средине августа до краја октобра 1916. издата да је наредба да се ухапсе сви мушкарци старости од 17 до 50 година. Они су према старосним критеријумима била војно способни. Више од 16.500 мушкараца послато је у логоре за интернирање током овог круга депортације. Током Топличког устанка, у прољеће 1916, када се чинило да се оружани отпор шири, наступају нове депортације. Четврта и посљедња депортација догодила се након пробоја Солунског фронта крајем 1918. године. У логору Бранау у Бохемији, налазило се око 35.000 затвореника, готово искључиво српски цивили и војни заробљеници. Према извјештају штампе из 1918, епидемија дизентерије је готово збрисала сву дјецу у логору. Послије рата, иза логора је пронађена масовна гробница са посмртним остацима 2674 људи (остаци су касније пребачени у крипту логора Хајнрихсгрин). У логору Хајнрихсгрин држани су углавном српски војници и цивили, из Шумадијског и Колубарског округа западне Србије. У просјеку, свакодневном је умирало 40 људи.
У Угарској су највећи логори за интернирање били у округу Нежидер. Логор Нежидер био је концентрациони логор првенствено намијењен за цивиле из Србије и Црне Горе и главни логор за Србе који су означени као „терористи” или „агитатори”. Број заточеника до маја 1917. био је 9934, укључујући и дјецу од 9 година. Током рата у логору Нежидер интернирано је 17.000 људи, а познато је да је око 4800 људи страдало у логору.
Поред депортованих у Угарску, око 30.000 српских цивила послато је у аустријске логоре или коришћено за принудан рад. У Доњој Аустрији, у логоре Дрозендорф и Митендорф интернирани су српски војници и цивили. Хиљаде Срба је страдало током епидемије тифуса у логору Маутхаузен у Горњој Аустрији, гдје је било интернирано око 14.000 људи; у званичном извјештају Аустроугарске војске помиње се 5600 ратних заробљеника сахрањених на гробљу логора у првим мјесецима рата.
Према званичним подацима, од 27. децембра 1915. до 5. јула 1917. у логору Добој у Босни и Херцеговини, било је затворено 45.781 цивил и ратни заробљеник из Србије и Црне Горе. Процјењује се да у логору страдало око 12.000 људи. У логорима Болдогасоњ, Нађмеђер, Арад, Цеглед, Кечкемет и Ђер, такође су били интернирани цивили и ратни заробљеници.
До маја 1917. изван земље је интернирано 39.359 људи из Србије, укључујући жене и дјецу. Ове депортације великих размјера изазвале су забринутост широм Европе и брзо су постале међународни скандал. Шпанске власти су се тада жалиле, па је у априлу 1917. Света столица преко Апостолске нунцијатуре у Аустрији интервенисала против интернирања српских жена и дјеце између 10 и 15 година. До краја година аустроугарско Министарство рата признало је да је 526 српске дјеце заправо заточено у Нежидеру, али да је то било неопходно из разлога војне безбједности.
Према извјештају Црвеног крста од 1. фебруара 1918, до краја 1917. у аустроугарским и њемачким логорима било је 206.500 ратних заробљеника и интернираних из Србије. Према историчару Алану Крамеру, Срби у аустроугарском заробљеништву су били најгоре третирани од свих заробљеника, а најмање 30.000—40.000 је умрло од глади до јануара 1918. године.

### Економска експлоатација и масовна глад
Тензија између аустроугарске и њемачке власти порасле су након што се Буријан жалио да Њемачка војска примјењује немилосрдни систем реквизиције, што је резултирало глађу и крајњим сиромаштвом становништва. Иза линија фронта, њемачка Etappenzone била је област коју је Берлин осигурао као зону намијењену пољопривредној производњи за исхрану својих трупа на Солунском фронту. Како је њемачком експлоатацијом ресурса у окупираној Србији управљало Њемачко источњачко друштво (њем. Deutsch-orientalische Gesellschaft), експлоатација рудника није успјела да задовољи потребе Двојне монархије за виталним сировинама, јер је Њемачка узимала двије трећине цјелокупне производње из Србије као репарације за њену војну помоћ.

У аустроугарским извјештајима о држави Србији 1915. забиљежена је глад која пријети окупационој зони и становништво у очајном стању послије скоро четири године непрекидног рата. Повратак избјеглица је погоршао несташицу хране. Извјештаји с краја 1915. говорили су о неопходности добијања хитне помоће како би се избјегла катастрофа. Глад је наступила након што су војници уништили или заробили велики дио српске хране и стоке. Жетвени приноси и произведена добра морали су да се предају властима, док је храна била рационисана.
То је било хиљаду девет стотина и седамнаесте. Баш та година бијаше гладна да се никада не заборави. Слана, а затим суша, сатрли су све — чак и да није било рата, глад би дошла у походе. Људи су јели ресу љескову и букову пиловину… Први пут смо тада причали и смрти… — Милован Ђилас, Бесудна земља, 
Почетком 1916. Конрад је наредио да се ресурси Србије „исциједе” без обзира на посљедице по становништво. Како се свијетом ширила вијест о глади у Србији, организоване су кампање тражења помоћи за напаћену Србију. Америчке, швајцарске и шведске хуманитарне организације понудиле су помоћ. Према извјештајима Црвеног крста, глад је убила више од 8000 Срба током прве зиме под аустроугарском окупацијом. До средине маја 1917, подаци из аустроугарске Врховне команде извијестили су да је у Аустроугарску извезено 170.000 говеда, 190.000 оваца и 50.000 свиња.

### Отпор
Одмах након повлачења Српске војске и почетка аустроугарске окупације, наоружани појединци и мање групе устаника, познати као четници, састављени од бивших војника који су остали у земљи, почели су да воде герилску кампања против окупатора. Четници су имали дугу герилску традицију послије вијекова османске владавине. Њихове поступке становништво је често сматрало јуначким и истицани су у епској народној поезији, дајући им снажну подршку.
Прва организована герилска група образована је у Новопазарском и Косовскомитровачком округу почетком 1916,а предводио је бивши армијски капетан Коста Војиновић. У марту 1916, генерал Конрад је наредио да се немилосрдном строгошћу угуши сваки отпор. Комите, како је аустроугарска војска називала устанике, Војног генерално гувернерство је сматрало изузетим од међународног права и требало је да буду „потпуно збрисани”. Јован Авакумовић, бивши српски предсједник владе, предложио је Салис-Севису да издају заједнички проглас за успостављање реда и мира. Авакумовићев приједлог је одбијени, а Салис-Севис је наредио његово хапшење и интернацију.
Одговор Војног гувернерства на умножавање герилских група био је ангажовање умјесто редовних патролних трупа, малих турских и албанских противгерилских јединица, које су биле засноване на Штрајфкорпус из Босне и Херцеговине. Крајем септембра 1916. српска Врховна команда је послала из савезничког штаба у Солуну искусног четничког војводу Косту Пећанца. Спустио се падобраном како би заједно са Војиновићем организовао отпор у Србији.

Почетком фебруара 1917. избила је побуна под Војиновићевим вођством у околини Куршумлије и Прокупља. Устаници су уз подршку добровољаца и четника из Црне Горе ослободили Куршумлију, Прокупље, Пусту Реку, Лебане и Рибарску. Планирано је да се устанак поклопи са савезничком офанзивом. Касније током мјесеца избио је устанак великих размјера у Топличком округу, у дијелу Србије под бугарском окупацијом. Око 4000 наоружаних мушкарца и жена успјело да је ослободи знатан простору долини Мораве, прије него што је устанак угушен. Током љета 1917, Аустроугарска војска била је принуђена да уведе трупе са Сочког фронта, како би појачали Бугарску војску и бугарске паравојске групе. Без очекиване савезничке подршке, устанак је пропао. Крајем 1917. Војиновић је убије, док је Пећанац успио да побјегне и да се сакрије. Према извјештајима Аустроугарске војске, у устанку је убијено 20.000 Срба, док је 2600 успјело да побјегне у шуме. Упркос општој репресији, герилске групе су успјеле да преживе и подрже савезничке офанзивне операције у љето 1918. године. Послије рата, начелник штаба Паул Крих описао је повлачење њемачке 11. армије:
Српске герилске групе су се појавиле широм земље и нападале наше јединице док су одмарале или јеле. Такође су напали нашу позадину и наше возове за снабдијевање у маршу и саботирали жељезницу. На њих смо слали специјалне јегер јединице, али би било лакше пронаћи иглу у пласту сијена, него пронаћи герилске групе  на планинском терену који им је познат.

## Ослобођење Србије
У септембру 1918, након Вардарске офанзиве и успјеха савезничких снага у бици код Доброг Поља, Бугарска је капитулирала и потписала Солунско примирје. У Нишу је створено њемачко војно гувернерство као замјена за одлазећу бугарску администрацију, док су нове аустроугарске и њемачке трупе прераспоређене да покушају да блокирају напредовање српских и француских трупа ка сјеверу.
Герилске борбе избиле су спонтано широм свих окупираних регија у знак подршке савезничкој офанзиви. До треће седмице октобра, генерал Херман фон Кевес, командант свих аустроугарских и њемачких снага на Балкану, наредио је стратешко повлачење иза Дунава, Саве и Дрине, такође наредивши да око „2% мушког становништва треба узети као таоце и задржати са трупама у маршу.”
Генерални гувернер фон Ремен и његово особље напустили су окупирану Србију 29. октобра. Сљедећег дана, Београд је ослободила Српска војска. До 1. новембра цијела предратна Србија је ослобођена, чиме је окончана трогодишња окупација Централних сила.

## Војни команданти и гувернери

### Команданти
- генерал артиљерије Оскар Поћорек (12. август 1914 — 27. децембар 1914)[113]
- генерал-пуковник Еуген Фердинанд (27. децембар 1914 — 27. мај 1915)[114]
- генерал Карл Терстиански (27. мај 1915 — 27. септембар 1915)[115]
- генерал Херман Кевеш (27. септембар 1915 — 1. јануар 1916)[116]

### Војни генерални гувернери
- фелдмаршаллајтант Јохан Урлих фон Салис-Севис (1. јануар 1916 — јул 1916)[41]
- генерал-пуковник Адолф фон Ремен (6. јул 1916 — октобар 1918)[67]
- генерал-фелдмаршал Херман Кевеш (октобар 1918 — 1. новембар 1918)[117]